# Apoastro

El apoastro, apoapsis, apoápside o apocentro (del griego ἀπό apó 'lejos de', ἀστήρ astér 'astro') es el punto de una órbita elíptica más alejado de su centro gravitatorio. 
En las órbitas siempre hay un cuerpo de mayor masa llamado primario en torno al cual gira otro cuerpo llamado secundario. El apoastro o apoapsis es el punto de la órbita donde el secundario está a la máxima distancia del primario.
Si se trata del Sol se llama afelio, si se trata de la Tierra se llama apogeo, si se trata de la Luna y ya de forma que puede considerarse improcedente aposelenio, pero en todos los demás casos se llama apoastro.
Se representa por Q. Si a es la distancia media y e la excentricidad:
{\displaystyle Q=a(1+e)}
Solo tiene sentido en las órbitas elípticas y, tal y como establece la segunda de las leyes de Kepler, la velocidad de traslación del planeta es mínima en el apoapsis y se puede calcular conocidos el semieje mayor {\displaystyle a} de la órbita, la excentricidad {\displaystyle e}, la masa del primario {\displaystyle M} y la constante de gravitación universal {\displaystyle G} mediante la expresión:
{\displaystyle v_{ap}={\sqrt {{\frac {G\ M}{a}}\cdot {\frac {1-e}{1+e}}}}}
La mínima distancia entre primario y secundario se llama periapsis o periastro y existe en todo tipo de órbitas, (ya sean elípticas, parabólicas o hiperbólicas).